# Jordi Prat Puigdengolas
Jordi Prat Puigdengolas (Barcelona, 1938) és un directiu de tennis taula català.
Jugador de tennis taula entre els dotze i els trenta-vuit anys, ies va retirar en el CT Barcino com a jugador i entrenador abans d'iniciar una etapa com directiu. El 1977 va ocupar presidència de la Federació Barcelonesa Tennis Taula. A finals de 1981, va deixar el càrrec per anar de vocal a la Federació Espanyola i a finals de 1982 va ocupar la vicepresidència de la Federació Catalana de Tennis de Taula. El 1983 i 1984 va ser vicepresident de la Federació Espanyola. Del 1985 al 1992 va ocupar la presidència de la Federació Catalana de Tennis de Taula i el mes de setembre de 1998 va ser elegit per tornar a ocupar el càrrec. Des de llavors, va ser el president de la Catalana durant tretze anys seguits, fins que al principi de 2011 deixà el càrrec per ser nomenat president d'honor el març del mateix any. Durant la seva llarga etapa al capdavant de la Federació Catalana les llicències de jugadors van passar de 1.600 a més de 3.000; va posar en marxa els programes 'Tennis Taula a l'Escola' i 'Pingpongpertothom', i la revista La Federació informa. Catalunya va organitzar competicions importants com els Jocs Olímpics de Barcelona i dues copes del món, la darrera l'any 2007.